# Цундель, Георг
Георг Цундель (нем. Georg Zundel; 1931 — 2007) — немецкий физик, предприниматель и филантроп, приверженец политики мира.

## Биография
Был единственным сыном Георга Фридриха Цунделя и Паулы Цундель. Стал физиком и занимался исследованиями водородных связей. Основал компании, уделял внимание сельскому и лесному хозяйствам. Проявил приверженность политике мира, основав Фонд Бергхоф, фонд исследования конфликтов, за который был награждён Большим крестом за заслуги перед Федеративной Республикой Германия в 2003 году. Был женат и имел троих детей. Его могила находится в Хайстеркирхе недалеко от Бад-Вальдзе.

## Публикации
- Цундель Г. Гидратация и межмолекулярное взаимодействие. Мир, 1972.